# Leyuan, Guangdong
Leyuan är en köping i sydöstra Kina. Den ligger i stadsdistriktet Zhenjiang i staden Shaoguan i provinsen Guangdong, omkring 180 kilometer norr om provinshuvudstaden Guangzhou. Antalet invånare är 61 970. Befolkningen består av 29 637 kvinnor och 32 333 män. Barn under 15 år utgör 17,0 %, vuxna 15-64 år 75 %, och äldre över 65 år 7,0 %.